# Konstantin von der Pahlen (Politiker, 1861)

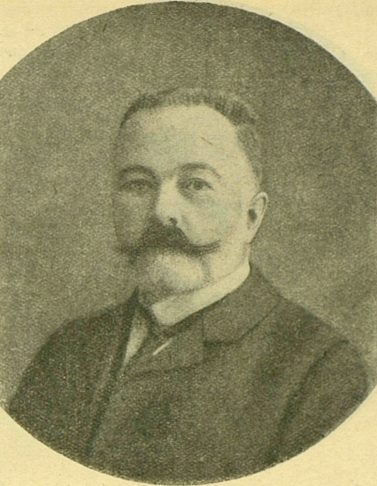
Graf Konstantin von der Pahlen

Konstantin Johann Georg von der Pahlen (russisch Константин Констанович Пален / Konstantin Konstanowitsch Palen; wissenschaftliche Transliteration Konstantin Konstanovič Palen (geboren am 14. Märzjul. / 26. März 1861greg. in St. Petersburg; gestorben am 14. August 1923 in Wernigerode)) war ein deutsch-baltischer russischer Staatsmann und Forschungsreisender aus dem Geschlecht der Grafen von der Pahlen.

## Leben
Er war der Sohn des russischen Politikers Konstantin Graf von der Pahlen (1830–1912) und fungierte unter anderem als Vizegouverneur von Warschau (1897) sowie von Pleskau und Gouverneur von Wilna (1902), Senator (1906) und Wirklicher Zeremonienmeister (1899–1903) sowie Wirklicher Hofmeister (1906). 1903 verfasste er ein geheimes Memorandum über die Situation der Juden in Russland, das 1904 in Genf vom Bund veröffentlicht wurde, und unterbreitete einer Kommission des Innenministeriums Vorschläge zur Überarbeitung der aktuellen Judengesetze. Er hielt es für notwendig, die Maigesetze von 1882 aufzuheben, die er als „Schlag gegen den armen, harmlosen Teil der Bevölkerung“ bezeichnete, der zur Verarmung des arbeitenden Teils des Judentums geführt habe.
Er war Träger des Ordens vom Weißen Adler, des St.-Wladimir-Ordens IV., III. und II. Klasse, des St.-Anna-Ordens III., II. und I. Klasse sowie des St.-Stanislaus-Orden III., II. und I. Klasse.
Pahlen vermählte sich 1890 mit Sophie Luise Tatjana Freiin von Nikolay (1862–1943). Aus der Ehe gingen vier Töchter und ein Sohn hervor.

## Werke (Auswahl)
Er ist Verfasser eines Reiseberichts über das russisch besetzte Turkestan, der auch ins Deutsche übersetzt wurde (Im Auftrag des Zaren in Turkestan 1908–1909).
weitere
- Graf von Pahlen, C.G. [Constantin Graf von der Pahlen]: Im Auftrag des Zaren in Turkestan 1908–1909. Stuttgart 1969 (Bibliothek klassischer Reiseberichte)
- Mission to Turkestan, being the memoirs of Count K.K. Pahlen (1908–1909). (Pierce, Richard A., ed. & Couriss, N.J., transl.) London, Oxford University Press 1964
- Pahlen, C.G. [Constantin Graf von der Pahlen]: Pereselencheskoe delo v Turkestane. Otchet po revizii Turkestanskogo kraia, proizvedennyi po vysochaishemu poveleniiu senatorom gofmeisterom grafom K.K. Palenom. St. Petersburg 1910 Отчет по ревизии Туркестанского края. Переселенческое дело в Туркестане